# حافظ پاشایوف
حافظ پاشایوف (ترکی آذربایجانی: Hafiz Mir Cəlal oğlu Paşayev؛ زادهٔ ۲ مهٔ ۱۹۴۱) دیپلمات اهل جمهوری آذربایجان است که هم‌اکنون معاونت وزیر امور خارجه و ریاست آکادمی دیپلماتیک آذربایجان را به عهده دارد. وی که دکترای علوم فیزیک است، تا سال ۲۰۰۶ سفیر جمهوری آذربایجان در ایالات متحده آمریکا بود.

## اوایل زندگی
حافظ پاشایوف ۲ ماه مه سال ۱۹۴۱ در شهر باکو در آذربایجان شوروی زاده شد. در سال ۱۹۶۳، مدرک کارشناسی‌اش را در رشته فیزیک از دانشگاه دولتی آذربایجان به دست آورد. بعد از آنکه دانش‌آموخته شد، فعالیت‌های شغلی خود را در دانشکده فیزیک آکادمی ملی علوم آذربایجان آغاز نمود. در سال ۱۹۷۱، مقطع دکتری را در دانشگاه انرژی هسته‌ای «کورچاتوف» در مسکو پشت سر گذاشت. بین سال‌ها ۱۹۷۵–۱۹۷۶، در دانشگاه کالیفرنیا، ارواین به فعالیت‌های تحقیقاتی‌اش ادامه داد. سال ۱۹۸۴ بود که درجه علمی دکترای علوم را کسب کرد. از سال ۱۹۷۱ تا ۱۹۹۲ به عنوان پژوهشگر در دانشگاه فیزیک آکادمی ملی علوم آذربایجان مشغول به کار شد.

## کارنامه سیاسی
حافظ پاشایوف کارنامه سیاسی اش را در سال ۱۹۹۳ به عنوان اولین سفیر فوق‌العاده و تام‌الاختیار جمهوری آذربایجان در ایالات متحده آمریکا، کانادا و مکزیک شروع نموده و در سال ۲۰۰۶ به معاونت وزارت امور خارجه جمهوری آذربایجان و نیز ریاست آکادمی دیپلماتیک این کشور رسید. وی همچنین یکی از بنیان‌گذاران آکادمی دیپلماتیک آذربایجان به حساب می‌آید.
افزون بر این، حافظ پاشایوف در طول فعالیت‌های خود بیش از ۱۰۰ اثر علمی، ۲ تک‌نگاشت، و نیز تعدادی مقالاتی پیرامون مسائل اجتماعی و سیاسی گوناگونی در رسانه‌های جهان منتشر ساخته‌است. ماه ژوئیه سال ۲۰۱۹، الهام علی‌اف، رئیس‌جمهوری آذربایجان با اعطاء نشان «برای خدمت به میهن» از حافظ پاشایوف تقدیر به عمل آورد.

## خانواده
حافظ پاشایوف متأهل و دارای دو فرزند و ۴ نوه است. بجز زبان مادری خود، ترکی آذربایجانی، بر زبان‌های روسی و انگلیسی تسلط کامل دارد. وی فرزند میرجلال پاشایف، نویسنده و منتقد ادبی نامور، و عموی مهربان علیوا، بانوی اول آذربایجان می‌باشد.